# Vista Hermosa, Santiago Tuxtla
Vista Hermosa är en ort i Mexiko.   Den ligger i kommunen Santiago Tuxtla och delstaten Veracruz, i den sydöstra delen av landet, 400 km öster om huvudstaden Mexico City. Vista Hermosa ligger 123 meter över havet och antalet invånare är 826.
Terrängen runt Vista Hermosa är kuperad norrut, men söderut är den platt. Runt Vista Hermosa är det ganska tätbefolkat, med 111 invånare per kvadratkilometer. Närmaste större samhälle är San Andres Tuxtla, 11,5 km öster om Vista Hermosa. Omgivningarna runt Vista Hermosa är en mosaik av jordbruksmark och naturlig växtlighet.